# Тети Гарђети (Кунео)
Тети Гарђети је насеље у Италији у округу Кунео, региону Пијемонт.
Према процени из 2011. у насељу је живело 1 становника. Насеље се налази на надморској висини од 1040 м.